# Airspeed AS.6
Die Airspeed AS 6 Envoy (englisch für Bote, Gesandter) war ein leichtes zweimotoriges Transportflugzeug in Tiefdeckerauslegung aus Großbritannien.

## Geschichte
Der Erstflug fand am 26. Juni 1934 statt. Der Prototyp trug das Kennzeichen G-ACMT. Im Juli 1934 wurde die Maschine auf einer Ausstellung der Society of British Aerospace erstmals der Öffentlichkeit vorgestellt. Im Oktober 1936 bestellt das britische Verteidigungsministerium 136 Envoy-Besatzungstrainer. Diese Bestellung führte zur Entwicklung der berühmtem Airspeed AS 10 Oxford, einer weiterentwickelten Envoy.

## Konstruktion
Der Tragflügel war freitragend und besaß an den äußeren Sektionen eine V-Form. Er verjüngte sich vom Rumpf zur Spitze und war aus Holz mit Stoffbespannung gefertigt. Er war 2-holmig ausgeführt. Zur Verwendung kamen die Profile NACA 2221 an der Flügelwurzel und NACA 2212 an der Flügelspitze. Der Rumpf war ebenfalls aus Holz gefertigt. Im vorderen Teil war er mit Sperrholz beplankt, im hinteren Teil mit Stoff bespannt. Zur Verringerung der Landegeschwindigkeit waren Landeklappen montiert. Das Leitwerk war ebenfalls freitragend und konventionell angeordnet.
Als Besonderheit verfügte dieser Typ als einer der ersten aus Großbritannien über ein einziehbares Fahrwerk. Die beiden hydraulisch gedämpften Hauptfahrwerksbeine waren beweglich am vorderen Flügelholm befestigt und waren nach hinten einziehbar. Um bei einem Versagen der Fahrwerksmechanik noch unversehrt landen zu können, ragten die Reifen etwas aus ihren Schächten heraus. Im Heck gab es noch ein nicht einziehbares Heckrad.
Neben den Motoren von Armstrong Siddeley kamen auch solche von Walter oder Wolseley Aries zum Einsatz.

## Versionen
Neben dem Ursprungsmuster AS 6 Envoy, von dem 5 Stück gebaut wurden, gab es auch eine Reihe von Varianten:
- AS.6A Envoy – 5 Stück
- AS.6E Envoy – 5 Stück
- AS.6H Envoy – 1 Stück
- AS.6J Envoy – 27 Stück
- AS.6JC Envoy – 4 Stück
- AS.6JM Envoy – 3 Stück.

Insgesamt sind bei Airspeed 50 Maschinen dieses Typs gebaut worden. Hinzu kam noch eine Lizenzfertigung bei Mitsubishi, wo nochmals 10 Maschinen in den Jahren 1936 und 1937 als Hina-Zuru gefertigt wurden.

## Einsatz
Die Maschine erwies sich als kommerzieller Erfolg. Lord Nuffield kaufte eine Envoy und gewann damit das Luftrennen 1934 von London nach Johannesburg. Sie wurde daraufhin aus dem ganzen Commonwealth bestellt. So gingen 2 Maschinen an die Ansett Airlines in Australien. North Eastern Airways setzte ebenfalls AS-6-Maschinen ein. In der Tschechoslowakei bestellte die ČSA (Československé státní aerolinie) im Jahre 1936 vier AS 6 Envoy JC. Mindestens eine Maschine ging an die South African Airways, die damit am 12. Oktober 1936 den Liniendienst zwischen Johannesburg, Bloemfontein und Port Elizabeth aufnahm.
Die Airspeed AS 6 Envoy wurde auch in den Luftwaffen verschiedener Länder eingesetzt, so neben Großbritannien in Spanien, Japan, Südafrika, Finnland, China und einigen anderen. Die RAF benutzte eine kleine Anzahl der AS 6 in einer militärischen Konfiguration. Die sieben Maschinen, die in Südafrika eingesetzt waren, konnten von vier Personen innerhalb von vier Stunden von der Transportversion in einen leichten Bomber oder Aufklärer verwandelt werden. Dabei wurden auch ein Heckstand und die entsprechenden Bombenschlösser montiert. In dieser Konfiguration bestand die Besatzung aus Pilot, Navigator, Funker und Heckschütze.
Für Australien blieb die Envoy mit dem Kennzeichen VH-UXY in tragischer Erinnerung, seit Leutnant Charles Ulm 1934 bei seinem Versuch, den Pazifik zwischen Oakland und Honolulu zu überqueren, verschwand.
Zwei Maschinen des Types AS 6 Envoy sollten 1934 am MacRobertson-Luftrennen von England nach Australien teilnehmen, starteten jedoch nicht.
Während des Spanischen Bürgerkrieges wurden zwei AS 6 Envoy auf der Seite der Nationalisten als leichte Bomber oder Aufklärer eingesetzt.
Eine spezielle Version der AS 6 Envoy wurde 1937 vom britischen König als Privatflugzeug gewählt. Ausschlaggebend waren die gute Flugstabilität und die Landeklappen, die es ermöglichten, mit unter 100 km/h zu landen. Damit konnten auch kleine Flugplätze angeflogen werden. Die Maschine erhielt das Kennzeichen G-AEXX und war in den Farben des Union Jacks bemalt.
Im Zweiten Weltkrieg wurden von der deutschen Luftwaffe einige Maschinen erbeutet und als Schulflugzeuge eingesetzt. Die deutsche Luftwaffe gab eine Maschine an die finnische Luftwaffe, die dort in den Jahren 1942 und 1943 benutzt wurde. Eine weitere Maschine war von 1941 bis 1943 in der Slowakei im Einsatz.

## Technische Daten (AS.6J, 3. Serie)
| Kenngröße             | Daten                                                                          |
| --------------------- | ------------------------------------------------------------------------------ |
| Besatzung             | 1–2                                                                            |
| Passagiere            | 6–8                                                                            |
| Länge                 | 10,50 m                                                                        |
| Spannweite            | 15,90 m                                                                        |
| Höhe                  | 2,80 m                                                                         |
| Flügelfläche          | 31,50 m²                                                                       |
| Flügelstreckung       | 8,0                                                                            |
| Leermasse             | 1920 kg                                                                        |
| max. Startmasse       | 2930 kg                                                                        |
| Reisegeschwindigkeit  | 290 km/h                                                                       |
| Höchstgeschwindigkeit | 338 km/h                                                                       |
| Dienstgipfelhöhe      | 6800 m                                                                         |
| Reichweite            | 1040 km                                                                        |
| anfängliche Steigrate | 4,65 m/s                                                                       |
| Triebwerke            | zwei 7-Zylinder-Sternmotoren Armstrong Siddeley Cheetah IX, je 349 PS (257 kW) |